# 소피스티 팝
소피스티 팝(sophisti pop)은 80년대 중반의 영국에서 유행한 팝 음악을 부르는 장르명이다. 재즈, 솔 음악과 팝 음악등이 뒤섞인 사운드를 지칭했다. 키보드와 신시사이저, 브라스 섹션을 많이 이용했으며 매끈한 편곡을 지향했다. 록시 뮤직 특히 브라이언 페리의 80년대 중반 앨범들이 이 장르에 영향을 미쳤다.

## 뮤지션 목록
- ABC
- 아즈텍 카메라
- 바시아
- 블로 몽키스
- 블루 나일
- 크리스천스
- 큐리어시티 킬드 더 캣
- 대니 윌슨
- 디컨 블루
- 에브리씽 벗 더 걸
- 휴 앤드 크라이
- 조 잭슨
- 조니 헤이츠 재즈
- 레벨 42
- 리빙 인 어 박스
- 맷 비안코
- 프리팹 스프라우트
- 샤데이
- 스크리티 폴리티
- 심플리 레드
- 스타일 카운실
- 스윙 아웃 시스터

## 내용주
1. ↑  “Pop/Rock » Punk/New Wave » Sophisti-Pop”. AllMusic. All Media Network. 2013년 10월 21일에 확인함.
2. ↑  “9 different music genres in the internet age – 2/10 – Sophisti-Pop”. 《The Economic Times》. 2013년 9월 7일. 2016년 4월 27일에 확인함.
3. ↑  Inskeep, Thomas; Soto, Alfred. “The Bluffer's Guide – Sophisti-Pop”. 《Stylus》. 2011년 9월 4일에 원본 문서에서 보존된 문서. 2013년 10월 21일에 확인함.

### 참고 문헌
- Strong, Martin C. (2002). 《The Great Scots Musicography : The Complete Guide to Scotland's Music Makers》. Mercat. ISBN 978-1-8418-3041-4.

## 같이 보기
- 플라스틱 솔
- 프로그레시브 팝